# Collegio uninominale Campania 1 - 07 (2017)
Il collegio elettorale uninominale Campania 1 - 07 è stato un collegio elettorale uninominale della Repubblica Italiana per l'elezione della Camera dei deputati tra il 2017 ed il 2022.

## Territorio
Come previsto dalla legge elettorale italiana del 2017, il collegio era stato definito tramite decreto legislativo all'interno della circoscrizione Campania 1.
Era formato da parte del territorio del comune di Napoli: le circoscrizioni Avvocata, Chiaia, Mercato, Montecalvario, Pendino, Porto, Posillipo, San Ferdinando, San Giuseppe, San Lorenzo e Stella.
Il collegio era parte del collegio plurinominale Campania 1 - 02.

## Eletti
| Elezione | Elezione | Deputato       | Partito            |
| -------- | -------- | -------------- | ------------------ |
|          | 2018     | Raffaele Bruno | Movimento 5 Stelle |

## Dati elettorali

### XVIII legislatura
Come previsto dalla legge elettorale, 232 deputati erano eletti con sistema a maggioranza relativa in altrettanti collegi uninominali a turno unico.
| Candidati              | Candidati                | Voti    | %     | Liste                           | Voti    | %     |
| ---------------------- | ------------------------ | ------- | ----- | ------------------------------- | ------- | ----- |
|                        | Raffaele Bruno ✔️ Eletto | 45 558  | 43,00 | Movimento 5 Stelle              | 45 558  | 43,00 |
|                        | Caterina Miraglia        | 28 305  | 26,72 | Forza Italia                    | 19 972  | 18,85 |
| Fratelli d'Italia      | Caterina Miraglia        | 28 305  | 26,72 | 3 587                           | 3,39    |       |
| Lega                   | Caterina Miraglia        | 28 305  | 26,72 | 3 030                           | 2,86    |       |
| Noi con l'Italia - UDC | Caterina Miraglia        | 28 305  | 26,72 | 1 716                           | 1,62    |       |
|                        | Marco Rossi-Doria        | 22 380  | 21,12 | Partito Democratico             | 18 253  | 17,23 |
| +Europa                | Marco Rossi-Doria        | 22 380  | 21,12 | 3 230                           | 3,05    |       |
| Italia Europa Insieme  | Marco Rossi-Doria        | 22 380  | 21,12 | 503                             | 0,47    |       |
| Civica Popolare        | Marco Rossi-Doria        | 22 380  | 21,12 | 394                             | 0,37    |       |
|                        | Elisabetta Gambardella   | 3 944   | 3,72  | Liberi e Uguali                 | 3 944   | 3,72  |
|                        | Chiara Capretti          | 3 913   | 3,69  | Potere al Popolo!               | 3 913   | 3,69  |
|                        | Anna Maria Castellana    | 755     | 0,71  | Il Popolo della Famiglia        | 755     | 0,71  |
|                        | Emmanuela Florino        | 547     | 0,52  | CasaPound                       | 547     | 0,52  |
|                        | Davide Aufiero           | 279     | 0,26  | Italia agli Italiani            | 279     | 0,26  |
|                        | Marzia Ippolito          | 159     | 0,15  | Per una Sinistra Rivoluzionaria | 159     | 0,15  |
|                        | Salvatore Solombrino     | 105     | 0,10  | PRI - ALA                       | 105     | 0,10  |
| Totale                 | Totale                   | 105 945 | 100   |                                 | 105 945 | 100   |
|                        |                          |         |       |                                 |         |       |
| Voti non validi        | Voti non validi          | 2 526   | 2,33  |                                 |         |       |
| Votanti                | Votanti                  | 108 471 | 57,83 |                                 |         |       |
| Elettori               | Elettori                 | 187 569 |       |                                 |         |       |